# 安娜·卡列尼娜

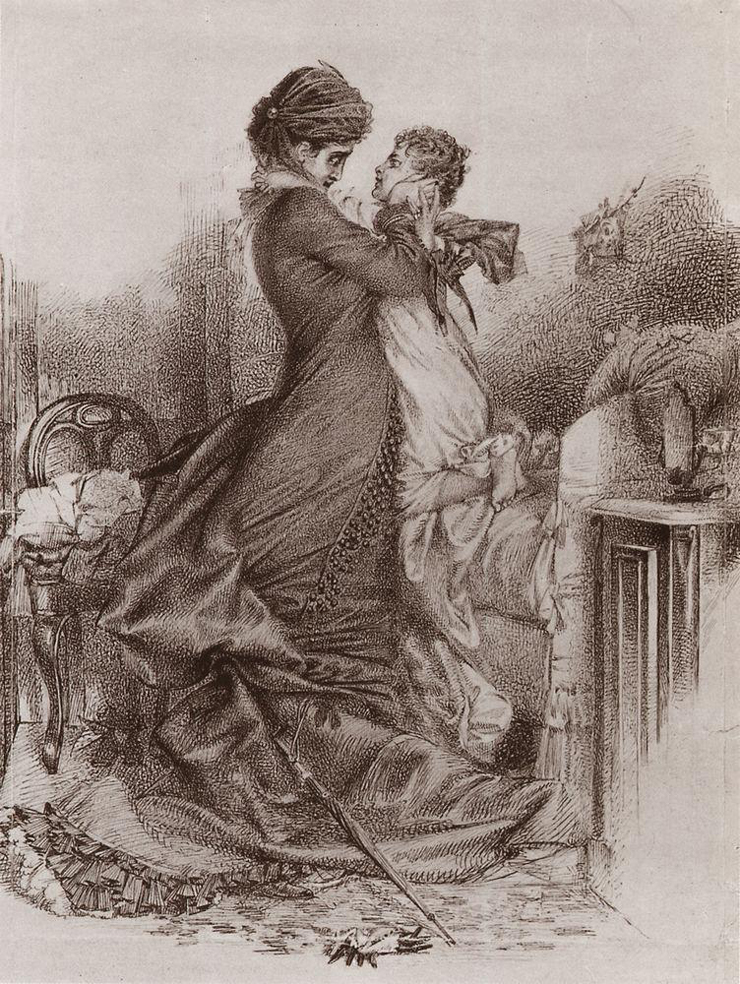
Свидание Анны Карениной с сыном. 1878年插圖

《安娜·卡列尼娜》（羅馬化：Anna Karenina）是俄罗斯作家列夫·托爾斯泰於1874年-1877年間創作的小說，公認為寫實主義的小說經典。
《安娜·卡列尼娜》完稿於1877年，1875年1月開始連載於〈俄羅斯公報〉上。小說一發表就觸發了熱烈討論。托爾斯泰的堂姑母亞歷山德拉·安德烈耶芙娜·托爾斯泰婭寫道：「《安娜·卡列尼娜》每個篇章都轟動社稷，毀譽參半，褒貶不一。爭論之激烈，似乎大家議論的是自己的切身問題一樣。」作品共分八章，開場白「幸福的家庭都是相似的，不幸的家庭則各有各的不幸」（Все счастливые семьи похожи друг на друга, каждая несчастливая семья несчастлива по-своему.），是托爾斯泰對婚姻和家庭的悟言。

## 故事簡介
故事以雙線進行，一為安娜，一為列文。托氏以二人為軸，寫出俄國各種婚姻家庭生活，又描繪當時的政治、宗教、農業發展。
書中列文實為托爾斯泰之化身，代表19世纪60、70年代的社會轉型倡議者。列文雖為貴族，但重視農事，並不嚮往城市生活，寧可住在鄉村指導農民工作。列文深愛一名貴族女子，最初求婚被拒，幾經波折，才終於娶得美人歸。
女主角安娜，本來婚姻美滿，與丈夫亞歷山大·卡列寧（Alexei Alexandrovich Karenin）育有一子。她在交際場上光芒四射，丈夫仕途亦甚為順利，頗受尊重愛戴。
故事始於安娜的兄長因迷戀家庭女教師，與妻子鬧翻，求助於安娜。安娜從聖彼得堡到莫斯科替二人調解，在車站認識了軍官佛倫斯基（Alexei Kirillovich Vronsky），對方對她一見鍾情。一次舞會中，佛倫斯基拋下正在交往的女子，邀請安娜共舞。兩人彼此傾心，不能自拔。佛倫斯基決心要得到安娜，追隨至聖彼得堡。安娜把持不住，與之陷入熱戀，並在懷孕後向丈夫承認了私情。卡列寧一度想與妻子分居，最後為了面子前程拒絕離婚，甚至默許妻子外遇，但兩人至此已是有名無實的夫妻，卡列寧更是恨安娜入骨。後來安娜難產，幾乎彌留之際，卡列寧才原諒安娜。安娜癒後雖然感激丈夫，卻更無法掩抑對他的憎厭。同時，佛倫斯基以為日後與安娜再無相見之日，覺得生無可戀，舉槍自殺，幸及時獲救。卡列寧終於默許安娜離家出走。
佛倫斯基帶著安娜前往義大利旅行，安娜一度感到無比幸福。兩人返回俄羅斯之後，安娜因思念兒子，趁其生日潛入舊居探望。她一度嘗試恢復社交生活，卻發現自己已經無法見容於俄國社會。貴族大多視安娜為失德婦人，斷絕往來。安娜失去兒子、朋友、地位，深受打擊，只好移居鄉下，以讀書寫作打發時間。因為孤單又受盡歧視，除了佛倫斯基的愛之外一無所有，安娜變得愈來愈敏感多疑，與佛倫斯基齟齬日多。她不滿情人忙於參政，不時留她獨守空房，又杯弓蛇影，經常懷疑其與他人有染。一次佛倫斯基公務出外，未及時回應安娜的催促，按她的意願提早返家。安娜又氣又痛，在恍惚之間，召喚馬車前往火車月台，在火車駛近時一躍而下，以求解脫，就如初見佛倫斯基那日，在火車站跳軌自殺的男子一般。
佛倫斯基萬念俱灰，大病一場。他將自己與安娜所生的女兒，付託給卡列寧照顧，志願從軍，前往巴爾幹參戰求死。

## 主要人物
安娜·阿卡傑耶夫娜·卡列尼娜：來自聖彼得堡的美麗且聰明的貴族女性。她的婚外戀情使她被社會排斥，陷入不幸的境地，最終自殺。
阿列克謝·阿列克桑德羅維奇·卡列寧：安娜的正式而無情的丈夫，是一名高級政府官員。他遵守社會傳統，優先考慮自我保護。
阿列克謝·基里洛維奇·渥倫斯基：英俊的軍官，也是安娜的情人。為了愛情，他犧牲了自己的事業。隨著時間的推移，他的感情逐漸冷淡，但依然對安娜忠誠。
康斯坦丁·德米特里奇·列文：一位地主和知識分子。列文在尋找愛情的過程中，最終達成了幸福的婚姻，是托爾斯泰的象徵。
葉卡捷琳娜·亞歷山德羅夫娜·謝爾巴茨卡婭（基蒂）：列文的妻子，美麗且溫柔的女性。她在面對生活困難時展現了極大的勇氣。
斯捷潘·阿爾卡季奇·奧布隆斯基（斯季瓦）：安娜的享樂主義兄弟，以道德上的放縱著稱。他雖然有趣且討人喜歡，但在道德上是一個薄弱的角色。
達利亞·亞歷山德羅夫娜·奧布隆斯卡婭（多莉）：斯季瓦的妻子，也是基蒂的姐姐。她對安娜表示理解，並了解婚姻的艱辛。
謝爾蓋·阿列克謝耶維奇·卡列寧（謝廖沙）：安娜與卡列寧的幼子，與母親關係密切。
尼古拉·德米特里奇·列文：列文病重的兄弟，自由思想者，持有激進觀點的角色。
謝爾蓋·伊萬諾維奇·科茲尼舍夫：列文的異母兄弟，著名的知識分子。他象徵著冷淡的知識主義。

## 改編
此小說曾多次被改編，著名改編電影有：
- 1935年：《安娜·卡列尼娜（英语：Anna Karenina (1935 film)）》，葛丽泰·嘉宝主演
- 1948年：《春殘夢斷》，费雯·丽主演。
- 1997年：《安娜·卡列尼娜》，蘇菲·瑪索主演
- 2012年：《安娜·卡列妮娜》，乔·怀特执导，綺拉·奈特莉、裘德·洛、凱莉麥唐納、亞倫強生主演[3]。

## 外部連結
- 《安娜·卡列尼娜》 - Standard Ebooks
- 安娜·卡列尼娜 - 古腾堡计划
- LibriVox中的公有领域有声书《Anna Karenina》
- Anna Karenina at the Internet Book List